# Jesse McCartney
Jesse A. McCartney, ameriški pop pevec in igralec, * 9. april 1987. 
Jesse McCartney je na sceno prišel leta 2000, ko je nastopal pri skupini Dream Street. Po razpadu skupine je dobil vlogo v seriji Življenje na plaži (Summerland). Še večjo slavo pa mu je prinesel album Beautiful Soul. Jesse je kar dve leti in pol hodil z Katie Cassidy, a je trenutno samski.
McCartney se je rodil v New Yorku in je sin Scotta McCartneya in Ginger Sarber. Ima mlajšega brata, Timothy ("Timmy") Glover Mark McCartney in mlajšo sestro, Leo McCartney in ni v sorodu s Paul McCartneyjem. Njegov prvi album z naslovom Beatiful soul je izšel 28.9.2004. Njegov drugi album je prišel na tržišče 19.9.2006. Naslov drugega albuma pri katerem je Jesse sodeloval tudi s pisanje besedil pa se imenuje Right where you want me.  V tem albumu najdemu tudi pesm Invincible, ki jo je Mccartney napisal posebej za svojega prijatelja, ki je umrl v prometni nesreči leta 2003.
Maja leta 2008 pa je izšel tretji album tega mladega pevca z naslovom Departure.
Ne smemo pa pozabiti da je Jesse uspešen tudi v igralskih vodah. Njegov zadjni večji podvig je bil, ko je posodil svoj glas za film Alvin in veverički. Leta 2007 je nastopil v filmu Keith. 
Poznan je tudi po vlogi Bradina Westerlyja v seriji Življenje na plaži (Summerland) med letoma 2004 in 2005. Nastopil je tudi v eni epizodi  The Suit life of Zack and Cody.
Lansko leto (2008) je izdal svoj 3. album z naslovom Departure letos (2009) pa popravljeno verzijo Departure s tremi novimi pesmimi In my veins, Crash & Burn in Body language , ki nosi naslov Departure Recharged in je v Ameriki največja uspešnica. V tem istem letu je zmagal tudi na Kids choice awards za najboljšega moškega ameriškega pevca.